# $pringfield (Or, How I Learned to Stop Worrying and Love Legalized Gambling)
«$pringfield (Or, How I Learned to Stop Worrying and Love Legalized Gambling)» (с англ. — «$прингфилд (или Как я перестал бояться и полюбил легальные азартные игры)»), также известный, как «$pringfield» — десятый эпизод пятого сезона мультсериала «Симпсоны».

## Сюжет

Мистер Бёрнс, выглядящий, как Говард Хьюз, и Смитерс

Экономика Спрингфилда находится в упадке, и мэр Куимби слушает предложения граждан, о том, как её улучшить. Директор Скиннер утверждает, что легализация азартных игр поможет Спрингфилду. Всем, даже Мардж, идея нравится. Мистер Бёрнс вместе с мэром Куимби вместе создают казино, в котором Гомер становится дилером блек-джека.
Мардж ждёт конца смены Гомера и находит двадцать пять центов, на которые играет в игровом автомате. Она выигрывает и становится зависимой от азартных игр. Тем временем Барт создаёт в своём домике на дереве казино для друзей и перехватывает Роберта Гулета, чтобы тот выступил в его казино. Мистер Бёрнс становится ещё богаче и начинает вести себя, как Говард Хьюз.

Ральф Виггам и Лиза получают специальный приз

Из-за своей зависимости Мардж каждую свободную минуту проводит в казино и пренебрегает семьёй. Например, она забывает помочь Лизе сделать костюм для географического конкурса. В ярости Гомер врывается в казино и начинает искать Мардж. Мистер Бёрнс через камеры видеонаблюдения видит Гомера и понижает его до прежней работы на атомной электростанции. Мистер Бёрнс, поняв, что он сильно скучает по электростанции, решает вернуться. Гомер убеждает Мардж в том, что у неё проблемы с игроманией. Она, поняв страдания семьи, возвращается домой, а Лиза получает вместе с Ральфом Виггамом на конкурсе специальный приз за то, что им не помогали родители, хотя на самом деле костюм Лизе сшил Гомер.

## Культурные отсылки
- Название отсылает к фильму «Доктор Стрейнджлав, или Как я перестал бояться и полюбил бомбу».
- Кровать мистера Бёрнса похожа на кровать Дейва Боумена из фильма «Космическая одиссея 2001 года».
- Богатый Техасец дарит Гомеру свою шляпу, которая, по его словам, всегда приносит удачу. В полнометражке «Симпсоны в кино» Гомер сам срывает с него и надевает на себя шляпу, собираясь выбросить бомбу.
- В казино приходят Том Круз и Дастин Хоффман, повторяя репризу из фильма «Человек дождя». Также в казино есть человек, напоминающий Рэймонда.
- Шоу Красти в полночь — отсылка к альбому Билла Косби «For Adults Only», который снят в полночь в казино.
- Мардж напоминает Гомеру, что его заветной мечтой было участие в «Гонг Шоу».
- Паранойя мистера Бёрнса, а именно микроскопические микробы, отказ мыться, отказ покинуть комнату после открытия казино, — намёк на Говарда Хьюза, который страдал обсессивно-компульсивным расстройством, а также был вовлечён в игровой бизнес. Также мистер Бёрнс играет крошечным самолётом под названием «Еловый лось», что является отсылкой к прозвищу огромного самолёта Хьюза Hughes H-4 Hercules «Еловый гусь».
- Гомер пародирует сцену из фильма «Волшебник страны Оз», в которой Страшила читает закон о длине стороны равнобедренного треугольника. В отличие от фильма, кто-то справедливо замечает, что теорема Пифагора распространяется на прямоугольные треугольники, а не на равнобедренные.

## Отношение критиков и публики
В своём первоначальном американском вещании эпизод стал 35-м, получив 11 миллионов из 11,7 возможных по рейтингу Нильсена. Это был самый высокий рейтинг шоу на сети Fox за ту неделю. Эпизод получил в основном положительные отзывы от критиков. Гид DVD Movie Колин Якобсон отметил: «Этот отличный эпизод включает в себя множество параллельных сюжетов. Гомер работает в казино и пытается заботиться о семье без Мардж. Это ловко уравновешивает их и обеспечивает большой смех на пути». Адам Сураф из Dunkirkma.net назвал его третьим лучшим эпизодом сезона и высоко оценил культурные отсылки. Авторы книги «I Can’t Believe It’s a Bigger and Better Updated Unofficial Simpsons Guide» Уэрэн Мартин и Адриан Вуд написали: «Там прекрасная дань ранним эпизодам, в которых Мардж протестует против идеи сумасбродных граждан на заседаниях. Это серия странных моментов, а не история, но было весело. Нам больше всего понравились фотографическая память Гомера и спуск мистера Бёрнса в безумие». Патрик Бромли из DVD Verdict дал эпизоду A. Билл Гиброн из DVD Talk дал 4 из 5.
Сара Калп из The Quindecim признала эпизод одиннадцатым из самых любимых. Лэс Уинэн из Box Office Prophets назвала его одним из своих любимых эпизодов пятого сезона. Сцена, в которой Генри Киссинджер разговаривает с мистером Бёрнсом, была включена в документальный фильм «Испытания Генри Киссинджера».